# لوازم یدکی (فیلم ۲۰۱۵)
لوازم یدکی (به انگلیسی: Spare Parts) فیلمی درام به کارگردانی شان مک نامارا و تولید کنندگی  دوید آلپرت، ریک جکبس، لسلی کلینس سمل،جرج لوپز، بن عدل در ۱۶ ژانویه ۲۰۱۵ است. داستان این فیلم واقعی و درباره یک  گروه از دانش آموزان دبیرستانی است که در یک مسابقه رباتیک در زیر آب شرکت می کنند.

## داستان
چهار دانش اموز دبریستانی با هم باشگاه روباتیک تشکیل می دهند ؛ آنها بدون هیچ تجربه ای با ۸۰۰ دلار سرمایه قطعات خودرو می خرند و با داشتن یک رویا می روند تا با  تیم های روباتیک بزرگ مقابله کنند و در ادامه …